# Occhieppo Superiore
Occhieppo Superiore – miejscowość i gmina we Włoszech, w regionie Piemont, w prowincji Biella.
Według danych na styczeń 2009 gminę zamieszkiwały 2874 osoby przy gęstości zaludnienia 552,7 os./1 km².